# Bart Simpson
Bartholomew JoJo "Bart" Simpson er en fiktiv hovedperson i den animerede tv-serie The Simpsons og en del af den navnkundige familie. Hans stemme indtales af skuespilleren Nancy Cartwright og dukkede første gang op på tv i The Tracey Ullman Show-kortfilmen "Good Night" den 19. april 1987. Bart blev skabt og designet af tegneren Matt Groening, mens han ventede i lobbyen på James L. Brooks' kontor. Groening var blevet kaldt ind for at komme med forslag til en række kortfilm baseret på Life in Hell, men i stedet besluttede han at oprette et nyt sæt figurer. Mens resten af figurerne var opkaldt efter Groenings familiemedlemmer, er Barts navn et anagram af det engelske ord "brat" (møgunge). Efter at have medvirket på The Tracey Ullman Show i tre år, fik Simpson-familien deres egen serie på Fox, og debuterede her den 17. december 1989.
Bart er den eneste søn af Homer og Marge, og med sine ti år, er han det ældste barn og storebror til Lisa og Maggie. Barts mest fremtrædende karaktertræk er hans gavtyvagtighed, oprørskhed og manglende respekt for autoriteter. Han har medvirket i andre medier i forbindelse med The Simpsons, herunder videospil, The Simpsons Movie, forlystelsen The Simpsons Ride, reklamer og tegneserier, og inspireret en hel linje af merchandise.
I castingen havde Nancy Cartwright oprindeligt planlagt at gå til audition på rollen som Lisa, mens Yeardley Smith prøvede at få rollen som Bart. Men Smiths stemme var for høj til en dreng, så hun fik i stedet rollen som Lisa. Det fik Cartwright til at konstatere, at Lisa ikke længere var interessant, så hun gik i stedet til audition på Bart, som hun også mente var en bedre rolle.[kilde mangler]
Kendetegn for Bart omfatter hans tavle-gags i de indledende scener, hans telefonfis med Moe, og hans slagord "Eat my shorts", "¡Ay, Caramba!" og "Don't have a cow man!"
I de første to sæsoner af The Simpsons (1989-1991) var Bart showets hovedrolleindehaver og den såkaldte "Bartmania" fulgte efter. Bart Simpson T-shirts, sportsudstyr, forskellige slogans og slagord blev populære og tingene blev solgt med en hastighed på en million om dagen, da det var på det højeste. Sangen "Do the Bartman" blev en nummer-et-single og blev den syvende bedst sælgende sang i 1991 i Storbritannien. Barts oprørske attitude og stolthed over at underpræstere fik mange forældre og pædagoger til at udnævne ham som en dårlig rollemodel for børn. En T-shirt med teksten "Jeg er Bart Simpson. Hvem fanden er du?" blev forbudt i flere offentlige skoler[kilde mangler]. Omkring den tredje sæson begyndte serien at fokusere mere på familien som en gruppe, selv om Bart stadig er en af de mest fremtrædende figurer i serien. Time udnævnte Bart som en af de 100 vigtigste "personer" i det 20. århundrede, og han blev udnævnt til "Entertainer of the year" i 1990 af Entertainment Weekly[kilde mangler]. Nancy Cartwright har vundet flere priser for at lægge stemme til Bart, herunder en Primetime Emmy Award i 1992 og en Annie Award i 1995. I 2000 blev Bart, sammen med resten af sin familie, tildelt en stjerne på Hollywood Walk of Fame.

## Rolle iThe Simpsons
Bart er den ældste søn i Simpsons-familien, hvor han er søn af Homer og Marge. Han er storebror til Lisa, med hvem han ikke har meget tilfælles og Maggie. Han er desuden ejer af familiens hund Santa's Little Helper.
The Simpsons bruger en flydende tidslinje, hvor personerne ikke ælder, og som sådan antages showet altid at være fastsat i indeværende år. I flere episoder, har begivenhederne været knyttet til bestemte tidspunkter, men nogle gange er denne tidslinje blevet modsagt i efterfølgende episoder. Barts fødselsår var anført i "I Married Marge" (sæson tre, 1991) som værende i starten af 1980'erne. Han boede sammen med sine forældre i Lower East of Springfield, indtil familien Simpson købte deres første hus. Da Lisa blev født, var Bart først jaloux på den opmærksomhed hun fik, men varmede snart op overfor hende, da han opdagede, at "Bart" var hendes første ord. Barts første dag i skolen var i begyndelsen af 1990'erne. Hans oprindelige entusiasme blev knust af en ufølsom lærer og Marge blev bange for, at der var noget rigtig galt med ham. En dag i frikvarteret, mødte Bart Milhouse og begyndte at underholde ham og andre elever med forskellige fagter og uhøflige ord. Skolens rektor, Seymour Skinner, fortalte ham "du er lige startet i skole, og den vej du vælger nu kan være den du følger for resten af dit liv! Nå, hvad siger du?" I sandhedens øjeblik, svarede Bart, "eat my shorts". I episoden "That 90's Show" (sæson nitten, 2008) modsiges meget af baggrundshistoriens tidsramme, for eksempel bliver det afsløret, at Homer og Marge var barnløse i begyndelsen af 1990'erne.
Barts forskellige hobbyer inkluderer skateboarding, se tv (især The Krusty the Clown Show som omfatter The Itchy & Scratchy Show), læse tegneserier (især Radioactive Man), spille videospil og generelt forårsage ballade. I den periode serien har kørt, har Bart gået på Springfield Elementary School] og har været i Edna Krabappel fjerde klasse. Mens han er for ung til at have et fuldtidsjob, har han haft lejlighedsvis deltidsjob. Han arbejdede som bartender på Fat Tonys social klub i "Bart the Murderer" (sæson tre, 1991), som Klovnen Krustys assistent i "Bart Gets Famous" (sæson fem, 1994) som en dørmand i Springfields nøgenvarite-hus, Maison Derrière i "Bart After Dark" (sæson otte, 1996) og han har kort ejet sin egen fabrik i "Homer's Enemy" (Sæson otte, 1997). 

## Figuren

### Kreation
Matt Groening udtænkte første gang Bart og resten af Simpson-familien i 1986, mens han ventede i lobbyen på producenten James L. Brooks' kontor. Groening var blevet indkaldt for at pitche en serie af animerede kortfilm til The Tracey Ullman Show, og havde til hensigt at præsentere en tilpasning af sin Life in Hell-tegneserie. Da han indså, at animere Life in Hell ville kræve at han opgav sine rettigheder til serien, besluttede Groening at gå i en anden retning. Han skyndte sig at skitsere sin version af en dysfunktionel familie og navngive karaktererne efter medlemmer af hans egen familie. For den oprørske søn, erstattede han sit eget navn med "Bart", et anagram af ordet knægt (brat), for han besluttede at det ville have været for oplagt for ham at have navngivet karakter Matt.
Bart var oprindeligt planlagt som "en meget mildere, urolige unge gives til eksistentielle angst, der taler med sig selv", men karakteren blev ændret baseret på Cartwrights stemme-skuespil. Groening har krediteret flere forskellige personer for at give inspiration til Bart: Matt Groenings ældre bror Mark gav ham en stor del af motivationen til Barts attitude. Bart var tænkt som en ekstrem version af den typiske vild barn karakter, sammenlægning alle ekstreme træk af figurer såsom Tom Sawyer og Huckleberry Finn til én person. Groening beskriver Bart som "hvad der ville ske, hvis Eddie Haskell [fra Leave it to the Beaver] fik sit eget show". Groening har også sagt, at han fandt baseringen af Jern Henrik (Dennis the Menace) skuffende og blev inspireret til at skabe en figur, som faktisk var en trussel (menace). Bart mellemste initial J er en "hyldest" til animerede figurer som Bullwinkle J. Moose og Rocket J. Squirrel fra The Rocky og Bullwinkle Show, der fik deres mellemste initial fra Jay Ward. Ifølge bogen Bart Simpson's Guide to Life, er Barts fulde mellemnavn JoJo.
Bart debuterede med resten af Simpson-familien den 19. april 1987 i The Tracey Ullman Show-kortfilmen "Good Night". I 1989 blev kortfilmene bearbejdet til The Simpsons, en halv times-serie der blev sendt på Fox Broadcasting Company. Bart og Simpson-familien forblev hovedpersonerne i dette nye show.

### Design
Hele Simpson-familien blev designet sådan, at de skulle kunne blive genkendt i silhuette. Familien var groft udarbejdet, fordi Groening havde indsendt basale skitser til animatorerne, forudsat at de ville tegne dem op. I stedet tegnede de bare over hans tegninger. Barts oprindelige design, der sås i de første kortfilm, var med pigget hår, og piggene var af forskellig længde. Antallet blev senere begrænset til ni pigge, alle af samme størrelse. På det tidspunkt tegnede Groening primært i sort og "uden at tænke på at [Bart] eventuelt ville kunne tegnes i farver" gav ham pigge som synes at være en udvidelse af hans hoved.  De særlige karakteristika ved Barts karakterdesign bruges generelt ikke i andre figurer, for eksempel har andre figurer ikke Barts piggede hårgrænsen i de nuværende episoder, selv om flere baggrunden karakterer i de første par sæsoner delte dette træk.
Den grundlæggende rektangulære form Barts hoved har, er beskrevet af instruktør Mark Kirkland som en kaffekande. Homer hoved er også rektangulær (med en kuppel på toppen), mens kugler bruges til Marge, Lisa, og Maggie. Forskellige animatorer har forskellige metoder til at tegne Bart. Tidligere instruktør Jeffrey Lynch starter med en kasse, så tilføjer han øjne, så munden, så hår-pigge, øre, og derefter resten af kroppen. Matt Groening selv, starter normalt med øjnene, så næse, og resten af omridset af Bart hoved. Mange af animatorerne har problemer med at tegne Barts pigge jævnt. Et trick de bruger, er at tegne en til højre, en til venstre, en i midten, derefter fortsætte med at tilføje en i midten på den tomme plads, indtil der er ni. Oprindeligt at når Bart skulle tegnes fra en vinkel hvor han ser ned, så toppen af hans hoved blev set, ville Groening at der var pigge langs omridset af hans hoved og i midten også. I stedet tegnede Wes Archer og David Silverman ham således, at der var et omrids af piggene og så bare en glat plet i midten, fordi "det virkede grafisk."
I sæsonen syv (1995) episoden "Treehouse of Horror VI", var Bart (sammen med Homer) computeranimeret i en tredimensional karakter for første gang til "Homer3"-segmentet af episoden. Den computeranimations-instruktørerne blev leveret af Pacific Data Images. Mens de udformede en 3D-model af figurene, vidste animatorerne ikke hvordan de skulle vise Barts hår. De indså, at der var vinyl-Bart-dukker i produktionen og købte en til brug som en model. 

### Stemme
Barts stemme leveres af Nancy Cartwright, der lægger stemmer til flere af de andre børnefigurer i The Simpsons, herunder Nelson Muntz, Ralph Wiggum, Todd Flanders, og Kearney. Mens roller som Homer og Marge blev givet til Dan Castellaneta og Julie Kavner fordi de allerede var en del af The Tracey Ullman Shows oprindelige stemmer, besluttede producenterne at holde casting til rollerne som Bart og Lisa. Yeardley Smith havde oprindelig blevet bedt om at audition til rollen som Bart, men casting direktør Bonita Pietila mente hendes stemme var for høj. Smith mindedes senere, "Jeg har altid lydt for meget som en pige. Jeg læste to linjer som Bart og de sagde, 'Tak fordi du kom!". Smith fik rollen som Lisa i stedet. Den 13. marts 1987, gik Nancy Cartwright ind til audition til rollen som Lisa. Efter ankomsten til auditionen, fandt hun ud af, at Lisa blot blev beskrevet som "det mellemste barn" og på det tidspunkt ikke havde megen personlighed. Cartwright blev mere interesseret i rollen som Bart, der blev beskrevet som "lusket, underpræsterende, skole-hader, respektløs, [og] klog". Matt Groening lod hende prøve for den rolle i stedet, og efter at have hørt hende læse, gav hende jobbet på stedet. Cartwright er den eneste af de seks vigtigste Simpsons stemmer-medlemmer, der var professionelt uddannet i stemmeskuespil inden de gik i gang med at arbejde på showet.
Cartwright normale talestemme siges at have "ingen synlige spor af Bart". Stemmen kom naturligt til Cartwright, før The Tracey Ullman Show, havde hun brugt elementer af det i shows som f.eks. My Little Pony, Snorks, og Pound Puppies. Cartwright beskriver Barts stemme som nem at udføre: "Nogle figurer tage en lille smule større indsats, øvre luftvejskontrol, hvad det end er teknisk. Men Bart er let at lave. Jeg kan bare smutte ind og ud uden vanskeligheder." Hun laver traditionelt fem eller seks aflæsninger af hver linje for at give producenterne mere at arbejde med. I flashforward episoder, lægger Cartwright stadig stemme Bart. I "Lisa's Wedding", sæson (seks, 1995) var Barts stemme elektronisk sænket. 
Trods Barts berømmelse, bliver Cartwright sjældent genkendt i offentligheden. I tilfælde, hvor hun bliver genkendt på gaden og bedt om at udføre Barts stemme foran børn, vil Cartwright nægte, fordi det "freaks [them] out". I de første sæsoner af The Simpsons, har Fox Network ikke tilladt Cartwright at give interviews, fordi de ikke ønskede at offentliggøre, at Bart blev udtrykt af en kvinde. 
Indtil 1998 var Cartwright betalt $30.000 per episode. Under en løn tvist i 1998, truede Fox med at erstatte de seks vigtigste stemmeskuespillere med nye aktører. Fox gik så langt som forberedelse til castingen af nye stemmer. Tvisten blev løst, og Cartwright har modtaget 125.000 dollars per episode indtil 2004, hvor stemmeskuespillerne, krævede, at de skulle betale $360.000 per episode.  Tvisten blev løst en måned senere og Cartwrights løn steg til $250.000 per episode. Efter løngenforhandlinger i 2008, modtager stemmeskuespillerne nu cirka $400.000 per episode.

Nogle steder i verden lægges andre stemmer på, i stedet for undertekster. I Spanien kan man f.eks. høre Sara Vivas som Bart. I Tyskland kan man høre Sandra Schwittau i rollen som Bart. På fransk gives der to stemmer, en i moderlandet og en i den canadiske delstat Quebec. I Frankrig er det Joëlle Guigui der lægger stemme til, mens det i Quebec er Johanne Léveillée der giver ham stemme. I The Simpsons Movie har Mille Lehfeldt lagt stemme til den dansk udgave af Bart Simpson. 

### Kendetegn
I de indledende scener i mange The Simpsons-episoder, zoomer kameraet ind på Springfield Elementary School, hvor Bart kan ses skrive en besked på tavlen. Dette budskab, som skifter fra episode til episode, er blevet kendt som chalk board gag eller på dansk tavlen-vittighed eller "tavle-gag". Tavle indlæg kan indeholde politisk humor, såsom "The First Amendment does not cover burping", pop kultur-referencer som "I can't see dead people" og metahenvisninger som "I am not a 32 year old woman" og "Nobody reads these anymore". Animatorerne er i stand til at producere tavle-gags hurtigt og i nogle tilfælde har ændret dem til at passe aktuelle begivenheder. For eksempel, tavlen-gagen til "Homer the Heretic" (sæson fire, 1992) hvor der stod, "I will not defame New Orleans." Den gag havde været skrevet som en undskyldning til byen for en kontroversiel sang i den foregående uges episode, der kaldte byen for et "hjemsted for pirater, drankere og ludere", samt i afsnittet "The Squirt and the Whale"(sæson 21, 2010) hvor den lød "South Park — we'd stand beside you if we weren't so scared", som en reference til det også animerede show South Parks, på daværende tidspunkt, seneste to afsnit 200 og 201 og kontroverserne omkring deres angivelige afbildning af profeten Muhammad. Mange episoder ikke har en tavle-gag på grund af en kortere åbnings-titel-sekvens, hvor tavle-gags er afskåret og den ekstra tid bruges til at gøre mere plads til historie og plot udvikling.
En af Bart tidlige kendetegnende var hans telefonfis-opkald til Moe's Taverns ejer Moe Szyslak, hvor Bart ringer til Moe og anmoder om at snakke med et joke-navn. Moe forsøger at finde denne person i baren, men hurtigt indser det er telefonfis og vredt truer Bart. Disse opfordringer blev baseret på en række telefonfis-opkald kendt som Tube Bar-optagelserne. Moe er løst baseret på Tube Bar-ejeren Louis "Red" Deutsch, hvis ofte blasfemiske svar inspirerede Moes voldelige side. Telefonfisen debuterede i "Homer's Odyssey" (sæson et, 1990) den tredje episode til at gå i luften, men indgår i "Some Enchanted Evening", den første episode af serien, der blev produceret. Som serien skred frem, blev det vanskeligere for forfatterne at komme op med et falsk navn og til at skrive Moes vred reaktion, så telefonfisene blev opgivet som en almindelig joke i fjerde sæson.  De har lejlighedsvis dukket op igen i showet, hvoraf den seneste er med i sæson 20-episoden "Lost Verizon" (2008), selvom Bart i dette tilfælde ringede til forskellige bartendere rundt omkring i verden og ikke Moe. 
Catchphrasen "Eat My Shorts" var en ad-lib af Cartwright i en af de oprindelige oplæsninger og går tilbage til en hændelse, da hun gik i high school. Cartwright var i marchband på Fairmont High School, og en dag mens de optrådte, råbte bandet "Eat my shorst" i stedet for det sædvanlige "Fairmont West! Fairmont West!" Barts andre slagord, "¡Ay, Caramba! " og "Don't have a cow man!" blev vist på t-shirts produceret i produktionen af de første sæsoner af The Simpsons. "Cowabunga" er også ofte forbundet med Bart, selv om det var kun anvendes i showet efter det blev brugt som et slogan på T-shirts. Brugen af slagord-baseret humor blev hånet i episoden "Bart Gets Famous" (sæson fem, 1994), hvor Bart lander en populær rolle på Krusty the Clowns show for at sige linjen "I didn't do it." Forfatterne valgte sætningen "I didn't do it", fordi de ønskede en "elendig" sætning "at påpege, hvordan virkelig crummy ting kan blive rigtig populære".
Bart almindeligt vises nøgen i showet, men i alle tilfælde er kun hans bagdel synlig. I The Simpsons Movie (2007), vises Bart i en sekvens, hvor han skateboarder helt nøgen; flere forskellige elementer dække hans kønsorganer, men i et kort øjeblik hans penis kan ses. Den scene var en af de første lavet til filmen, men producenterne var meget nervøs for segmentet, fordi de troede, det ville tjene filmen en R-rating. Filmen blev bedømt PG-13 af Motion Picture Association of Amerika og PG af den britiske Board of Film Classification. Scenen blev senere medtaget af Entertainment Weekly på deres liste over "30 Uforglemmelige Nøgen Scener."

### Personlighed
| Citat | Som enhver god punk rocker, havde Bart styr på nihilisme fra starten. Måske ikke så vred som ekstremt udisciplineret, så er Bart Simpson-figuren fra Ullman-kortfilmene enten i kamp med sin søster, i færd med at bringe sin far til et morderisk niveau af raseri, i gang med at udføre farlige stunts, der ender på tegneserieagtige niveauer af katastrofe eller ganske enkelt ved at spytte spydige one-liners mod en hvilken som helst myndighed der måtte krydse hans vej. Denne appetit på ødelæggelse er fortsat det bærende element hos den dumsmarte dreng, der dominerede mange episoder i de første par sæsoner af The Simpsons – den version der startede Bartmania – selvom hans metoder og motiver fremstilles betydeligt mere nuanceret end hos white-trash Bart fra Ullman-perioden. | Citat |
|       | |       |

Barts karaktertræk af oprørskhed og manglende respekt for myndighed er blevet sammenlignet med USA's grundlæggere, og han er blevet beskrevet som en opdateret version af Tom Sawyer og Huckleberry Finn, rullede sammen til én. I sin bog Planet Simpson, beskriver Chris Turner Bart som en nihilist, en filosofisk retning der hævder, at eksistensen er uden objektiv mening, formål eller værdi i sig selv.
Barts oprørske attitude har gjort ham til en ødelæggende studerende på Springfield Elementary School, hvor Bart er en såkaldt underacheiver, det vil sige en der underpræstere og han er stolt af det. Han er konstant på kant med sin lærer Ms Krabappel, Rektor Skinner og lejlighedsvis Groundskeeper Willie. Bart gør det dårligt i skolen og er godt klar over det og erklærede engang: "Jeg er dum, okay? Dum som en stolpe! Tror I jeg er glad for det?" På et tidspunkt, lykkedes det Lisa at bevis at Bart er dummere end en hamster. I "Separate Vocations" (sæson tre, 1992) bliver Bart hall-monitor og hans karaktere går op, hvilket tyder på, at han kæmper især fordi han ikke er opmærksom i timerne, ikke fordi han er dum. Denne idé er blevet styrket i "Brother's Little Helper", (sæson elleve, 1999), hvor det er afsløret, at Bart lider Attention Deficit Disorder. Hans manglende kløgt kan også tilskrives det arvelige "Simpson Gen", som påvirker intelligens hos de mandlige medlemmer af Simpson-familien. Selv om han kommer ind i endeløse problemer og kan være sadistisk, overfladisk og egoistisk, udstiller Bart også mange kvaliteter med høj integritet. Han har et par gange, hjulpet Rektor Skinner og Fru Krabappel: I "Sweet Seymour Skinner's Baadasssss Song" (sæson fem, 1994), fik Bart ved et uheld Skinner fyret og blev venner ham uden for skolemiljøet. Bart savnede at have Skinner som en modstander og fik ham genansat, vel vidende at dette ville betyde, at de to ikke længere kunne være venner.
På grund af Barts gavtyvagtighed og Homers ofte ufølsomme og inkompetente adfærd, har de to haft et turbulent forhold. Bart tiltaler ofte Homer ved hans fornavn i stedet for "far", mens Homer igen ofte refererer til ham som "drengen" ("the boy"). Homer har en kort temperament, og når han er rasende på Bart, vil han kvæle ham på impuls på en tegneserieagtig vis.  En af de originale ideer til showet var, at Homer ville være "meget vred" og undertrykkende mod Bart, men disse egenskaber blev nedtonet lidt som deres karakterer blev undersøgt. Marge er en langt mere omsorgsfuld, forstående og nærende forælder end Homer, men hun henviser også til Bart som "en stor mundfuld" og er ofte flov over hans narrestreger. I "Marge Be Not Proud", (sæson syv, 1995) følte hun var at hun var for pylret overfor Bart og begyndte at optræde mere fjerne imod ham, efter at han blev fanget butikstyveri. I begyndelsen af episoden, protesterede Bart over hendes over-pylren, men da hendes attitude ændrede sig, fik han dårlig samvittighed og gjorde det godt igen. På trods af hans attitude, er Bart undertiden parat til at opleve ydmygelse, hvis det betyder glæde for hans mor. Marge har udtrykt forståelse for hendes "specielle lille fyr", og har forsvaret ham ved mange lejligheder. Hun sagde engang: "Jeg ved at Bart kan være en stor mundfuld, men jeg ved også, hvad han er indeni. Han har en gnist. Det er ikke en dårlig ting ... men det får ham selvfølgelig til at gøre dårlige ting."
| Citat | Bart er en rigtig god dreng. Han er bare en gavtyv. Han er ikke ond, som andre figurer der efterfulgte ham som Cartman (South Park) eller Beavis and Butthead. Bart kan gøre nogle rigtigt væmmelige ting, men de virker så tamme efter nutiden standard. Det der var chokerende for 19 år siden, da showet startede, er ikke det mindste chokerende mere. Bart har ikke ændret sig. | Citat |
|       | |       |

Bart deler en søskende rivalisering med hans yngre søster, Lisa, men har en kammerat-lignende forhold til sin yngste søster Maggie, på grund af hendes spædbarn tilstand. Mens Bart ofte har såret Lisa, og selv kæmpet med hende fysisk, er de to ofte meget tætte. Bart holder meget af Lisa og har altid undskyldt for at gå for vidt. Han mener også, Lisa, er ham overlegen, når det kommer til at løse problemer og går ofte til hende for at få råd. Bart er også meget beskyttende overfor Lisa: Da en bølle ødelægger hendes kasse med cupcakes i "Bart the General" (sæson et, 1990), står Bart op for hende umiddelbart efter.
Bart er bedste venner med Milhouse Van Houten, selv om Bart har til tider vist forlegenhed over deres venskab. Bart er en dårlig indflydelse på Milhouse, og de to har været involveret i en masse ballade sammen. På grund af denne adfærd, forbyder Milhouse mor Milhouse fra at spille med Bart i "Homer Defined" (sæson tre, 1991). Mens han først lod, som han var ligeglad, blev Bart efterhånden klar over, at han har brug for Milhouse, og Marge formåede at overbevise Mrs Van Houten om at genoverveje. Mens Bart er portrætteret som en populær cool dreng, er han og Milhouse er hyppige mål for bøller, herunder Dolph, Jimbo, Kearney, og Nelson Muntz. Milhouse beskriver deres sociale status som "Tre og en halv. Vi får tæsk, men vi får en forklaring." Mens Bart og Nelson har været modstandere i fortiden, hvor Bart en gang erklære krig mod ham, er de også blevet nære venner til tider.
Bart er en af de største fans af børne-tv-værten Klovnen Krusty. Han erklærede engang: "Jeg har baseret hele mit liv på Krustys lære", og sover i et værelse fyldt med Krusty-merchandise. Han har hjulpet klovnen ved mange lejligheder, for eksempel, forhindret Sideshow Bobs forsøg på at fabrikere beviser mod Krusty for væbnet røveri i "Krusty Busted" (sæson et, 1990), genforenede Krusty med sin fraseparerede far i "Like Fader, Like Clown". og hjulpet Krusty med at vende tilbage til sendefladen med et specielt comeback og genstartet sin karriere i "Krusty Gets Kancelled". For sin del, er Krusty stort set uvidende om, Barts hjælp og behandler Bart med manglende interesse. En sommer, deltog Bart entusiastisk i Kamp Krusty, som viste sig at være en katastrofe og Krusty viste sig aldrig. Bart holdt hans håb op ved at tro, at Krusty ville dukke op, men er snart skubbet ud over kanten, og beslutter til sidste, at han er træt af Krustys sjuskede merchandise og overtager lejren. Krusty besøger straks i lejren i håb om en afslutning på konflikten og formår at formilde Bart.  En af de oprindelige ideer til serien var, at Bart tilbedte en tv-klovn, men havde ingen respekt for sin far, selv om dette aldrig blev direkte undersøgt. På grund af denne oprindelige plan, blev Krustys design dybest set Homer i klovn make-up. Da Bart afværget Sideshow Bobs planer i "Krusty Gets Busted", er det udløst en langvarig fejde mellem de to. Forfatterne har besluttet at Bob gentagne gange vender tilbage for at få hævn over Bart. De tog ideen om Grim E. Ulv der jagter Road Runner og afbildet Bob som en intelligent person besat at fange en skarnsunge. Bob har optrådt i elleve episoder, generelt forsøgte forskellige onde planer, men de er altid afværget i sidste ende. 

## Modtagelse og kulturel indflydelse

### Bart-mania
Mens senere sæsoner fokusere mere på Homer, var Bart hovedpersonen i de fleste episoder af de første tre sæsoner. I 1990, blev Bart hurtigt en af de mest populære figurer på tv i hvad der blev kaldt "Bartmania".  Han blev den mest udbredte Simpsons-karakter på memorabilia, såsom T-shirts. I begyndelsen af 1990'erne, blev millioner af T-shirts med Bart solgt så mange som en million blev solgt på bare nogle dage. Fordi man mente, at Bart var en dårlig rollemodel, forbød flere amerikanske offentlige skoler T-shirts med Bart sammen med billedtekster som "Jeg er Bart Simpson. Hvem fanden er du?" og "Underachiever (» And proud of it, man!')". The Simpsons merchandise solgte godt og har genereret $2 milliarder i indtægter i de første 14 måneder af salget. Den succes Bart Simpson merchandise havde, inspirerede en hel linje af forfalskede varer, især T-shirts. Nogle havde Bart som annoncør af forskellige slogans mens andre gengav ham som andre karakterer, herunder "Teenage Mutant Ninja Bart, Air Simpson Bart, [og] RastaBart". Matt Matt Groening modsatte sig generelt ikke bootleg merchandise, men gjorde dog en undtagelse med en række "Nazi Bart"-trøjer, hvor Bart var afbilledet i nazistisk uniform eller som skinhead. 20th Century Fox sagsøgte skaberen af trøjerne, som til sidst gik med til at stoppe med at lave dem.
På grund af seriens succes, besluttede Fox Network hen over sommeren 1990 at skifte The Simpsons sendetid, således at serien gik fra 20:00 EST søndag aften til samme tidspunkt torsdag, hvor den vil konkurrere med The Cosby Show på NBC, det højest rangerede show på det tidspunkt.  Gennem sommeren havde flere nyhedskanaler offentliggjort historier om den påståede "Bill vs Bart" rivalisering. Entertainment Weekly fra d. 31. august 1990 præsenterede et billede af Bill Cosby iført en Bart Simpson T-shirt. "Bart Gets an F" (sæson to, 1990) var den første episode til at gå i luften mod The Cosby Show, og den fik en lavere Nielsen rating, og endte otte pladser bag The Cosby Show, der havde en 18,5 rating. Den rating er baseret på antallet af husholdninger, der så serien, men Nielsen Media Research anslog, at 33,6 millioner seere havde set episoden, hvilket gjorde den til nummer ét i form af faktiske seere den pågældende uge. På det tidspunkt var det den mest sete episode i historien hos Fox Network, og det er stadig den højest rangerede episode i historien om The Simpsons. På grund af sin popularitet, var Bart var det mest promoverede medlem af Simpson-familien i reklamer for showet, selv for episoder, hvor han ikke var involveret i hovedhandlingen.
Bart blev beskrevet som "tv-konge fra 1990", "tv's nye skinnede stjerne" og en "uformindsket smash". Entertainment Weekly udnævnte Bart til " årets entertainer 1990" skrivende at "Bart har vist sig at være en rebel, der er også en god dreng, en terror som er let terroriseret, og en særling, der undrer os, og selv med seriøse tegn på tapperhed." I den amerikanske kongres' senats-og guvernørvalget valg i 1990, var Bart en af de mest populære forslag til kandidater, og var i mange områder kun overgået af Mickey Mouse blandt fiktive karakterer. I 1990-Macy's Thanksgiving Day Parade, debuterede Bart som en af de gigantiske helium-fyldte balloner, som parade er kendt for. Bart Simpson-ballonen har optrådt på alle parade siden. Dette blev refereret i The Simpsons i episoden "Bart vs Thanksgiving", som blev sendt samme dag som paraden, hvor Homer fortæller Bart, "Hvis du begynder at bygge en ballon for hver tegnefilmskarakter-døgnflue, ender paraden i en farce!" I mellemtiden, bagved og ukendt for ham, viser tv'et kort en Bart Simpson ballon.
Albummet The Simpsons Sing the Blues blev udgivet i september 1990 og blev en succes, som toppede som #3 på Billboard 200 og blive certificeret 2x platin af Recording Industry Association of America. Den første single fra albummet var pop rap sangen "Do The Bartman", udført af Nancy Cartwright og udgivet den 20. november 1990. Sangen blev skrevet af Michael Jackson, selv om han ikke modtog nogen kredit for det. Jackson var fan af The Simpsons, især Bart, og havde ringet til producenterne en nat og tilbudt at skrive en nummer ét-sang til Bart og lave en gæsteoptræden på showet. Jackson blev sidenhen gæstestjerne i afsnittet "Stark Raving Dad" (sæson tre, 1991) under pseudonymet John Jay Smith. Selvom sangen aldrig officielt blev udgivet som single i USA, var den en succes i Storbritannien. I 1991 var den nummer ét i Storbritannien i tre uger fra 16. februar – 9. marts og var den syvende bedst sælgende sang det år. Den solgte en halv million eksemplarer og blev certificeret guld af British Phonographic Industry den 1. februar 1991.

### Bart som forbillede
Matt Groening, i et 1998-interview da han blev spurgt, "Hvordan svarer du på kritikere, der mener, at Bart Simpson er et gyseligt forbillede for børn?
| Citat | Jeg har nu en 7-årig dreng og en 9-årig dreng, så alt jeg kan sige er, at jeg undskylder. Nu ved jeg, hvad I snakkede om. Mit standardsvar er, hvis du ikke vil have din børn til at blive som Bart Simpson, så lad være med at opføre dig som Homer Simpson. | Citat |
|       | |       |

Barts oprørske natur, der ofte resulterede i ingen straf for hans dårlige opførsel, har fået nogle forældre og konservative til at karakterisere ham som en dårlig rollemodel for børn. Robert Bianco fra Pittsburgh Post-Gazette skrev, at "[Bart] narrer sine forældre og taler igen til hans lærere, kort sagt, han er barnet vi ønske, vi havde været, og frygter vores børn vil blive." På skoler, hævdede pædagoger at Bart var en "trussel mod læring" på grund af hans "underpræsterenhed og stoltenhed"s-attitude og negative holdning til sin uddannelse. Andre beskrev ham som "egoistisk, aggressiv og ondskabsfuld". Som svar på den kritik, sagde James L. Brooks "Jeg er meget forsigtige med tv, hvor alle formodes at være en rollemodel, du møder ikke mange rollemodeller i det virkelige liv. Hvorfor skal tv være fuld af dem? " Elizabeth Thoman, administrerende direktør for Center for Media and Values i Los Angeles, sagde: "Hvis børn ser op til Bart Simpson, er vi nødt til at spørge, hvorfor vi bruger tv til alle de rollemodeller i vores samfund, et langt større problem. [...] Så længe vi fastholder ideen om tv som et sted, hvor vi får alle vores rollemodeller, tillader vi at tv vil blive et skole system."
I 1990 besøgte William Bennett, som på det tidspunkt var narkotika-czar i USA, et narkotikabehandlingscenter i Pittsburgh og efter at have observeret en plakat af Bart bemærkede: "I ser ikke The Simpsons, gør I? Det kommer ikke til at hjælpe jer noget." Da en modreaktion over kommentaren opstod, undskyldte Bennett og hævdede, at han "bare lavede sjov" og sagde "Jeg sætter mig ned med det lille piggede hoved. Vi får denne sag ud af verden." I et 1991-interview, beskrev Bill Cosby Bart som værende et dårligt forbillede for børn og kaldte ham "vred, forvirret, frustreret". Som svar, sagde Matt Groening, "Det opsummerer Bart rimelig godt. De fleste mennesker kæmper for at være normale han mener normalt er meget kedeligt, og gør ting, som andre bare ønskede de turde gøre." Den 27. januar 1992, sagde daværende præsident George H. W. Bush "Vi vil holde på at forsøge at styrke den amerikanske familie, at gøre den amerikanske familie meget mere som Waltons og en del mindre som Simpsons." Forfatterne skyndte sig at lave et humoristisk svar i form af et kort segment, der blev sendt tre dage senere, før en gentagelse af "Stark Raving Dad", hvor Bart svarede: "Hey, vi er ligesom Waltons. Vi beder også for at Depressionen stopper."
Selv om der var mange kritikere af karakteren, kom der positive bemærkninger fra flere sider. Peggy Charren, formand for Action for Children's Television, en græsrodsorganisation dedikeret til at forbedre kvaliteten af tv-programmer der tilbydes børn, kommenterede, at "Simpson-familien er en af de få tankevækkende tegnefilm om kommercielt tv. [...] Hvordan kan du undervise i forfatningen, hvis du forbyder t-shirts?" Klummeskribent Erma Bombeck skrev "Børn har brug for at vide, at der et sted i denne verden er en samtidig figur, som kan gøre alle de ting, de selv kun kan fantasere om, én der kan stikke til deres forældre en gang imellem og stadig være tilladt at leve." I 2003, blev Bart nummer ét i en meningsmåling af forældre i Storbritannien, der blev spurgt "hvilken fiktiv karakter havde størst indflydelse" på børn under 12 år.

### Hædersbevisninger
I 1998, udnævnte Time Bart som en af de 100 vigtigste personer i det 20. århundrede. Han var den eneste fiktive karakter at på listen. Han havde tidligere medvirket på forsiden af 31. december, 1990-udgave. Both Både Bart og Lisa blev nummer 11 i TV Guide's "Top 50 bedste tegneseriefigurer af nogensinde".
Til det 44. Primetime Emmy Awards i 1992, vandt Cartwright en Primetime Emmy Award for Outstanding Voice-Over Performance for at lægge stemme til Bart i sæson tre episoden "Separate Vocations". Hun delte prisen med fem andre stemmeskuespillere fra The Simpsons. Forskellige episoder, hvor Bart er stærkt kendetegnet har været nomineret til Emmy Awards for Outstanding Animated Program, heriblandt "Radio Bart" i 1992, "Future-Drama" i 2005, "The Haw-Hawed Couple" i 2006 og "Homer's Phobia", som vandt prisen i 1997. I 1995 vandt Cartwright en Annie Award for "Voice Acting in the Field of Animation" for hendes skildring af Bart i en episode. I 2000 blev Bart og resten af Simpson familien tildelt en stjerne på Hollywood Walk of Fame, som ligger på 7021 Hollywood Boulevard.

### Merchandise
Ud over t-shirts, har Bart medvirket i forskellige andre The Simpsons-relaterede varer, herunder luftfriskere, baseball caps, selvklæbende etiketter, pap standups, køleskabsmagneter, nøgleringe, knapper, dukker, plakater, figurer, ure, fedtstensudskæringer, Chia-dukker, bowlingkugler og boxershorts.  The Bart Book, en bog om Bart personlighed og attributter, blev udgivet i 2004. Andre bøger omfatter Bart Simpson's Guide to Life. The Simpsons and Philosofi: The D'oh! of Homer, som ikke er en officiel publikation, indeholder et kapitel der analyserer Barts karakter og sammenligner ham til "nietzscheansk ideal".
Bart har optrådt i andre medier i forbindelse med The Simpsons. Han har optrådt i hver eneste af The Simpsons videospil, herunder Bart vs the World, Bart Simpson's Escape From Camp Deadly, Bart vs Space Mutants, Bart's House of Crazy, Bart vs Juggernauts, Bartman Meets Radioactive Man, Bart's Nightmare, Bart & the Beanstalk og The Simpsons Game, det nyeste, der blev udgivet i 2007. Ud over tv-serien, optræder Bart regelmæssigt i udgaver af Simpsons Comics, som blev offentliggjort første gang den 29. november 1993 og er stadig udstedes månedligt, og har også hans egen serie kaldet Bart Simpson Comics, der er udgivet siden 2000. Bart spiller også en rolle i The Simpsons Ride, som blev lanceret i 2008 i Universal Studios Florida og Universal Studios Hollywood.
Bart og andre The Simpsons, har medvirket i talrige tv-reklamer for Nestlés Butterfinger slik barer fra 1990 til 2001 med sloganet "Nobody better lay a finger on my Butterfinger!" Lisa ville lejlighedsvis annoncere det også. Matt Groening skulle senere sige, at Butterfinger reklamekampagnen blev en stor del af grunden til, at Fox har besluttede at afhente showet. Kampagnen blev indstillet i 2001, til stor skuffelse for Cartwright. Bart har også optrådt i reklamer for Burger King, CC Lemon, Churchs Kylling, Domino's Pizza, Kentucky Fried Chicken, Ramada Inn, Ritz Crackers og Subway. I 2001 lancerede Kelloggs en udgave, der kaldes korn "Bart Simpson Peanut Butter Chokolade Crunch", som var til rådighed i et begrænset tidsrum. Inden den halvtimes-serien gik i luften, foreslog Matt Groening Bart som en talsmand for Jell-O. Han ville have at Bart skulle synge "J-E-L-L-O", og så bøvse bogstave O. Han mente at børnene ville forsøge at gøre det den næste dag, men han blev afvist.
Den 9. april 2009, afslørede United States Postal Service en serie på fem 44 cent frimærker med Bart og de fire andre medlemmer af Simpson-familien. De er de første figurer fra en tv-serie til at modtage denne anerkendelse, mens showet er stadig i produktion. Frimærkerne, tegnet af Matt Groening, blev gjort tilgængelige for køb den 7. maj 2009.
7

## Anden info
- Hans catch phrases er: "Eat my shorts!" og "Ay Caramba." Hans første ord var faktisk "Ay Caramba". Det skete ved, at han engang om natten, da han var baby, gik ind i Homer og Marges soveværelse, hvor han så dem have sex, og udbrød: "Ay Caramba".

- Han er også "El Barto", en ballademager som er eftersøgt i Springfield, men politiet kender ikke "El Barto's" sande identitet. Han er også kendt for sine graffititags.

- Elefanten Stampy er Bart Simpsons kæledyr, som han fik i sæson 5 i afsnittet Bart Gets an Elephant. Stampy blev senere sat i et naturreservat efter nøje overvejelse af Homer, der hellere ville sælge Stampy til en rig jæger, der ville have Stampys hoved hængt op på sin væg. Stampy er en afrikansk elefant med store ører og stødtænder, og laver en speciel reaktion hvis man råber "Mogumbo!".

## Ekstra læsning
- Alberti, John (ed.) (2003). Leaving Springfield: The Simpsons and the Possibility of Oppositional Culture. Wayne State University Press. ISBN 0-8143-2849-0. {{cite book}}: |first= har et generisk navn (hjælp)
- Brown, Alan; Chris Logan (2006). The Psychology of The Simpsons. Benbella Books. ISBN 1-932100-70-9.
- Conard, Mark T. (1999). "Thus Spake Bart: On Nietzsche and the Virtues of Being Bad".  I Irwin, William; Skoble, Aeon (eds.) (red.). The Simpsons and Philosophy: The D'oh! of Homer. Chicago: Open Court. ISBN 0-8126-9433-3. {{cite book}}: |editor= har et generisk navn (hjælp)CS1-vedligeholdelse: Flere navne: editors list (link)
- Groening, Matt; Bill Morrison (2005). The Bart Book. HarperCollins. ISBN 0061116602.
- Groening, Matt (2001). Bart Simpson's Guide to Life. Harper Perennial. ISBN 5558685514.
- Groening, Matt (1991). The Simpsons Uncensored Family Album. HarperCollins. ISBN 0-06-096582-7.
- Pinsky, Mark I (2004). The Gospel According to The Simpsons: The Spiritual Life of the World's Most Animated Family. Louisville, Kentucky: Westminster John Knox Press. ISBN 0-664-22419-9.

- Bart Simpson på Internet Movie Database (engelsk)